# معاهدة السلام المصرية الحيثية
معاهدة السلام المصرية الحيثية وقعت بين الفرعون رمسيس الثاني والملك الحيثي خاتوشيلي الثالث في عام 21 من حكم رمسيس الثاني، نحو 10 نوفمبر 1259 ق م. أكد كلا الحاكمين في الاتفاق على السلام بينهما واعترف كل منهما بالآخر كشريك متساوي له. وعدا بعضهما البعض بالدعم العسكري ضد التهديدات الداخلية والخارجية، كما وافقا على تسليم «اللاجئين» إلى أيدي الطرف الآخر.
لم يُتفق حتى الآن حول مدى أهمية محتوى المعاهدة أو حول معناها. خاصة في الأبحاث القديمة صُنّفت الوثيقة على أنها أقدم معاهدة دولة و‌معاهدة سلام في تاريخ العالم تساوي بين الطرفين. أما الأبحاث الحديثة تُشكك في اعتبار الوثيقة اتفاقية سلام بالمعنى الحديث، وتفترض أن معاهدات سلام أخرى قد وقعت من قبلها، حتى لو لم نعثر على نصوصها.
في وسائل الإعلام العامة تسود الوجهة النظرية الكلاسيكية على أنها اتفاقية سلام رائدة. من ثَم تُعرض نسخة من نص المعاهدة اليوم في مقر الأمم المتحدة في نيويورك.

## السياق التاريخي

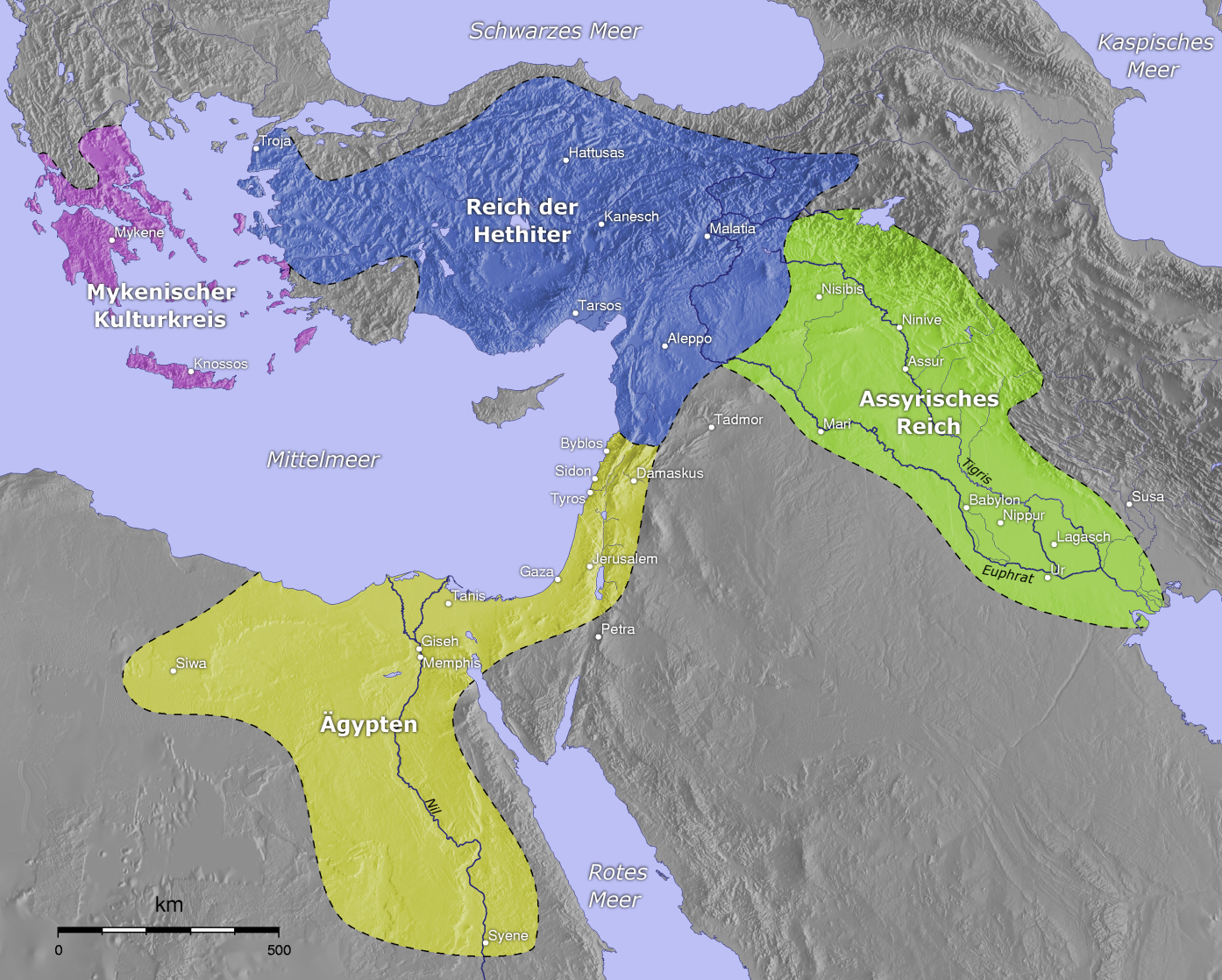
الشرق الأوسط نحو 1400 ق.م. مصر بالأصفر، الإمبراطورية الحيثية بالأزرق، الإمبراطورية الآشورية بالأخضر.

تنافس مصر والإمبراطورية الحيثية منذ نحو النصف الثاني من القرن الرابع عشر قبل الميلاد حول الحكم في منطقة سوريا و‌فلسطين. كان تحتمس الثالث قد وسع دائرة النفوذ المصري إلى هناك. على أبعد تقدير بدأت الاشتباكات بينهن عندما غزا الملك الحيثي سابيليوليوما الأول معظم شمال سوريا. من ثَم تواجدت نزاعات حدودية عِدّة، وأيضًا علاقات دبلوماسية، كما يتضح من معاهدة كوروستاما التي سبقت معاهدة السلام، ومن رسائل تل العمارنة. خصوصًا في عهد رمسيس الثاني اندلعت الصراعات العسكرية مرة أخرى، مثل معركة قادش الشهيرة عند نهر العاصي (1274 ق.م) ومعركة دابور (1271 ق.م). معاهدة سلام 1259 ق.م تمثل نهاية هذه الصراعات، بالرغم من عدم وضوح علاقة المعاهدة بهذه الأحداث التي أجريت قبلها.

### وجهة النظر القديمة
سبب شعبية المعاهدة يقع في سرد شائع يروى عن تحول فذ في تفكير رمسيس الثاني وخاتوشيلي الثالث. يرجع هذا السرد إلى علماء ومؤلفين القرن التاسع عشر والقرن العشرين. بحسب هذا السرد بدلاً من استمرار الصراع، كلا الحاكمين قررا التعاون مع بعضهما البعض، مع وجود فروق صغيرة في تفاصيل هذه الوجهة النظرية بين المؤلفين. بشكل عام، تعتبر المعاهدة نتيجة متأخرة لمعركة قادش، حيث لم يتمكن أي من الحاكمين على الانتصار العسكري. على هذه الخلفية - وربما أيضًا استنادًا إلى تجاربهم الشخصية بالحروب - اعتقدوا المؤلفون القدماء أن الحكام كانوا بحاجة إلى السلام. بينما مال مؤلفون آخرون إلى الرأي أن الهدف كان علاقة تعاون قائمة على سلام، بنفس نهج وغرض ميثاق الأمم المتحدة اليوم. لذا فإن كلتا نسختي العقد (المصرية والحيثية) يقدمان الحاكم الآخر على أنه صانع سلام. فبحسب هؤلاء المؤرخين نصوص العقد تعرض السلام على أنه الهدف الوحيد للصراع السابق، والذي بهذه الطريقة يظهر وكأنه حرب عادل. وخصوصًا هذا السرد عن معنى وأسباب المعاهدة هو سبب تصوير المعاهدة في وسائل الإعلام العامة على أنها أقدم معاهدة سلام وأقدم معاهدة دولة في تاريخ العالم.

### وجهة النظر المعاصرة
معظم علماء التاريخ المعاصرين يرفضون وجهة النظر الرومانسية لدى العلماء السابقين. بدلًا من ذلك، يناقشون دوافع مختلفة أدت إلى توقيع العقد ويفضلون التفسير بأن توجد عدة أسباب للمعاهدة وليس فقط سبب واحد. يُعد عامل أساسي لإبرام العقد زيادة نفوذ الإمبراطورية الآشورية الوسطى في عهد شلمنصر الأول الذي أدى إلى تحول ميزان القوى في المنطقة السورية، وهدد الحيثيين بصورة خاصة. لذا يقال أن أرادوا معارضة الآشوريين بتحالف عسكري قوي بين مصر والحيثيين. ويفسرون العلماء المعاصرون رغبة رمسيس الثاني في المعاهدة باضطراره لصد انتفاضات ضده في الوجه القبلي من مصر وهجمات ليبية على الحدود الغربية لمصر. أما رغبة خاتوشيلي الثالث في المعاهدة تُستفسَر باغتصابه لعرش الإمبراطورية الحيثية من شقيقه، لسببين. السبب الأول هو تأمين سلطته على المستوى الدولي من خلال البند 10 من العقد، والذي يلزم رمسيس الثاني بالحفاظ على سلطة وارث خاتوشيلي الثالث على عرش الإمبراطورية الحيثية. السبب الثاني هو أن الملك المخلوع مورشيلي الثالث فر إلى المنفى في مناطق من سوريا تحكمها مصر. خاتوشيلي الثالث حاول الحصول على تسليمه عدة مرات دون جدوى، وهذا قد يكون سبب الاتفاقيات الخاصة بتسليم اللاجئين في البنود 11-13 من العقد. بالإضافة إلى ذلك، يقال إن الإمبراطورية الحيثية عانت من تلف المحاصيل وبالتالي أصبحت تعتمد على القمح المصري.
لذا فإن المؤلفات الحديثة تعتقد أن سبب إبرام العقد يقع بشكل أساسي في اعتبارات سياسية واستراتيجية. وفقًا لذلك، يتسائلون إذا من المنطقي تصنيف المعاهدة كمعاهدة سلام أم إذا يستحسن تصنيفها كتحالف عسكري.

### تاريخ التأثير
أثرت المعاهدة على بضعة عقود فقط، لأن الإمبراطورية الحيثية انهارت بعد فترة وجيزة من إبرام العقد، وفقدت مصر أيضًا الكثير من قوتها بسبب هجمات شعوب البحر. لكن ظلت العلاقات المصرية الحيثية مضمونة لفترة بعد الإبرام من خلال زواجين بين الأسرتين الحاكمتين المصرية والحيثية. كما توثق عدة رسائل عثرت عليها مراسلات نشيطة بين الحكام، والرسائل تشير إلى المعاهدة عدة مرات.

## محتوى العقد
من خصائص العقد أن تقريبًا جميع بنوده صيغت بأسلوب متبادل فحسب. في النقوش المصرية، يتبع كل ضمان من قبل خاتوشيلي الثالث بنفس الضمان من قبل رمسيس الثاني. وفي لوح الطين الخاتوشية الترتيب هو عكس ذلك. الاستثناء الوحيد هو فيما يسمى قاعدة توريث العرش في البند العاشر، الذي يلزم رمسيس الثاني فقط، دون إلزام مماثل لخاتوشيلي الثالث.

### المقدمة
يبدأ العقد بمقدمة، يُذكر فيها اسما الحاكمين ويوصف فيها العقد بأنه «معاهدة سلام وأخوة».